# 罗门
羅門（1928年11月20日—2017年1月18日），本名韓仁存，海南省文昌市人，台灣現代詩人。曾就讀空軍幼校、筧橋空軍飛行官校，1949年空軍官校在學時，隨校遷往台灣。因傷中斷飛官訓練，轉而投考民航局擔任地勤工作。在民航局服務期間，曾前往美國奧克拉荷馬州民航研究中心進修，並通過考試院民航高級技術員考試，於民航局歷任高級技術員、民 航業務發展研究員等職。
羅門的創作以詩為主，論述與散文為輔。1954年在《現代詩》雜誌首次發表詩作〈加力布露斯〉後，便持續創作不綴，詩歌創作長達四十餘年，並多次在台湾、中国大陆、香港、菲律宾、泰国与美国等地举行以诗歌为主题的讲演会。
曾获蓝星诗奖、文复会文化荣誉奖、中華民國教育部「诗教奖」、中国时报推荐诗奖、中山文艺奖。「麦坚利堡」诗获菲律宾总统金牌。罗门已被编入中文版的《大美百科全书》和英文版的《世界名诗人辞典》。他也是詩人蓉子的丈夫。

## 生平
韓仁存1928年生於中國海南省文昌市，中華民國抗日戰爭期間，為躲避戰亂，就讀小學的韓仁存被家人送去廣東省湛江市讀書，1942年進入空軍幼年學校就讀，1948年二十歲時再隨著筧橋空軍官校來到臺灣。 
他曾自述「羅門」筆名，取自於母親姓氏的「羅」，用以紀念1948年來台後未能再見到的母親。對於童年時期就隻身離開故鄉的他而言，對於母親、家鄉的思念與鄉愁，是橫亙他詩作的主要題材。  
來台後，韓仁存在詩人妻子蓉子的鼓勵下，發表處女詩作〈加力布露斯〉於《現代詩》，1955年加入藍星詩社，1962年起與蓉子合編《藍星詩頁》，與此同時，他也一面在民航局工作，擔任高級技術員和民航業務發展研究員。2017年1月18日清晨6時，在北投道生院老人長期照顧中心，於睡夢中逝世。

## 作品與特色
羅門在《羅門詩選》自序中自述個人詩作內涵：一、透過戰爭的苦難，追蹤人的生命；二、透過都市文明與性，探討人生；三、表現對死亡與時空的默想；四、透過對自我存在的默想，表現生命感；五、對大自然的觀照；六、其他存在情境的探索。
詩集
- 《曙光》（台北：藍星詩社，1969年5月）
- 《第九日的底流》（台北：藍星詩社，1963年5月）
- 《日月集》（台北：美亞出版社，1968年6月）
- 《死亡之塔》（台北：藍星詩社，1969年6月）
- 《羅門自選集》（台北：黎明文化公司，1975年12月）
- 《隱形的椅子》（台北：藍星詩社，1976年）
- 《曠野──羅門詩集》（台北：時報文化出版公司，1980年11月）
- 《羅門詩選（一九五四～一九八三》（台北：洪範書店，1984年7月）
- 《日月的行蹤》（台北：藍星詩社，1984年）
- 《整個世界停止呼吸在起跑線上》（高雄：光復書局，1988年4月）
- 《羅門蓉子短詩精選》（台北：殿堂出版社，1988年4月）
- 《有一條永遠的路──羅門詩集》（台北：尚書文化出版社，1990年4月）
- 《太陽與月亮──羅門蓉子詩歌集》（廣東：花城出版社，1992年3月）
- 《羅門詩選》（北京：中國友誼出版公司，1993年7月）
- 《誰能買下這條天地線》（台北：文史哲出版社，1993年12月）
- 《羅門長詩選》（北京：中國社會科學出版社，1995年4月）
- 《羅門短詩選》（北京：中國社會科學出版社 1995年4月）
- 《在詩中飛行──羅門詩選半世紀》（台北：文史哲出版社，1999年12月）
- 《羅門精選》（北京：人民文學出版社， 2001年3月）
- 《全人類都在流浪》（台北：文史哲出版社，2002年4月）
- 《The Collected Poems of LOMEN──A Bilingual Edition（Au Chung-To, Tom Rendal）》 （台北：文史哲出版社，2006年11月）

合集
- 《羅門創作大系卷一──戰爭詩》（台北：文史哲出版社，1995年4月）
- 《羅門創作大系卷二──都市詩》（台北：文史哲出版社，1995年4月）
- 《羅門創作大系卷三──自然詩》（台北：文史哲出版社，1995年4月）
- 《羅門創作大系卷四──自我．時空．死亡詩》（台北：文史哲出版社，1995年4月）
- 《羅門創作大系卷五──素描與抒情詩》（台北：文史哲出版社，1995年4月）
- 《羅門創作大系卷六──題外詩》（台北：文史哲出版社，1995年4月）
- 《羅門創作大系卷七──《麥堅利堡》特輯》（台北：文史哲出版社，1995年4月）
- 《羅門創作大系卷八──羅門論文集》（台北：文史哲出版社，1995年4月）
- 《羅門創作大系卷九──論視覺藝術》（台北：文史哲出版社，1995年4月）
- 《羅門創作大系卷十──燈屋．生活影像》（台北：文史哲出版社，1995年4月）

散文
- 《羅門散文精選》（台北：文史哲出版社，1993）

論述
- 《長期受著審判的人》（台北：環宇出版社，1974）
- 《詩眼看世界》（台北：師大書苑，1989）
- 《麥堅利堡特輯－羅門創作大系‧卷七》（台北：文史哲出版社，1995）
- 《羅門論文集－羅門創作大系‧卷八》（台北：文史哲出版社，1995）
- 《論視覺藝術－羅門創作大系‧卷九》（台北：文史哲出版社，1995）
- 《燈屋．生活影像－羅門創作大系‧卷十》（台北：文史哲出版社，1995）
- 《存在終極價值的追索》（台北：文史哲出版社，2000）
- 《創作心靈的探索與透視》（台北：文史哲出版社，2002）[7]

## 評價
在詩風方面，詩人、評論家張健曾評述羅門「詩風堅實，為陽剛派巨擘，以意象繁富、想像卓特見稱」。在整體詩作的評價上，詩人管管認為「羅門專著於心靈的探索，強調人的精神與生命，他可以說是一個新理想主義者，塑造獨特繽紛的意象，擴展詩中的投射力與生命內涵性」。國立臺灣師範大學國文學系教授潘麗珠則評價他是：「臺灣最具有前衛精神和操作能力的詩人之一，他的詩技巧多變，卻一貫維持實驗性和前衛性。二十世紀六○年代的他是現代主義的實踐者，八○年代之後則醉心於後現代詩觀的闡發。」
詩人瘂弦對於羅門的整體評價「所有詩人都會暫時離開詩，去做別的事情，只有羅門終身守著詩，就憑這一點，羅門其他行徑都值得原諒」。

## 榮譽
- 1958年獲藍星詩獎與中國詩聯會詩獎。
- 1965年「麥堅利堡」詩被UPLI國際詩組織譽為世界偉大之作，頒發菲律賓總統金牌。
- 1969年同蓉子選派參加中國五人代表團，出席菲舉行第一屆世界詩人大會，仝獲大會「傑出文學伉儷獎」，頒發菲總統大綬勳章。
- 1967年在美國奧克拉荷馬州民航中心研習，獲州長頒發「榮譽公民狀」。
- 1972年獲巴西哲學院榮譽博士學位。
- 1976年同蓉子應邀以貴賓參加美第三屆世界詩人大會，仝獲大會特別獎與接受加冕。
- 1978年獲文復會「鼓吹中興」文化榮譽獎。
- 1987年獲教育部「詩教獎」。
- 1988年獲中國時報推薦詩獎。
- 1991年獲中山文藝獎。
- 1992年同蓉子仝獲愛荷華大學國際作家工作室（IWP）榮譽研究員證書。
- 1995年獲美國傳記學術中心頒發二十世紀世界五○○位具有影響力的領導人證書。
- 1997年曾應邀出席華盛頓郵報基金會與國際文化基金會在美國舉行的「21世紀亞洲文學國際會議」、「21世紀西方文學國際會議」與「21世紀世界和平國際文學會議」等三個國際文學會議。